# Stiftkvistlav
Stiftkvistlav (Fellhaneropsis vezdae) är en lavart som först beskrevs av Coppins & P. James, och fick sitt nu gällande namn av Sérus. & Coppins. Stiftkvistlav ingår i släktet Fellhaneropsis och familjen Pilocarpaceae.  Arten är reproducerande i Sverige. Inga underarter finns listade i Catalogue of Life.